# Montañas Pădurea Craiului
Las montañas Pădurea Craiului se encuentran en la parte noroeste de las montañas Apuseni de la cordillera de los Cárpatos, ubicadas entre la depresión de Vad-Borod y la depresión de Beiuș. Las Dealurile Vestice (colinas occidentales) se encuentran al oeste de estos montes y los montes Vlădeasa están al este. El pico más alto de la cordillera Pădurea Craiului es el Pico Hodrâncușa, con 1.027 metros. El nombre Pădurea Craiului significa literalmente "El bosque del rey".

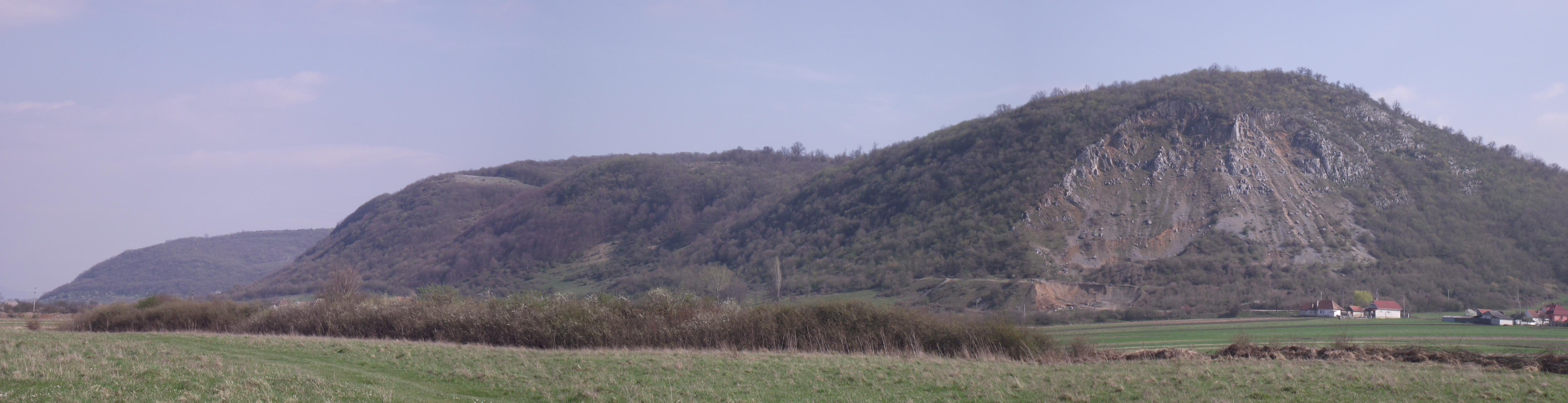
Montañas Pădurea Craiului

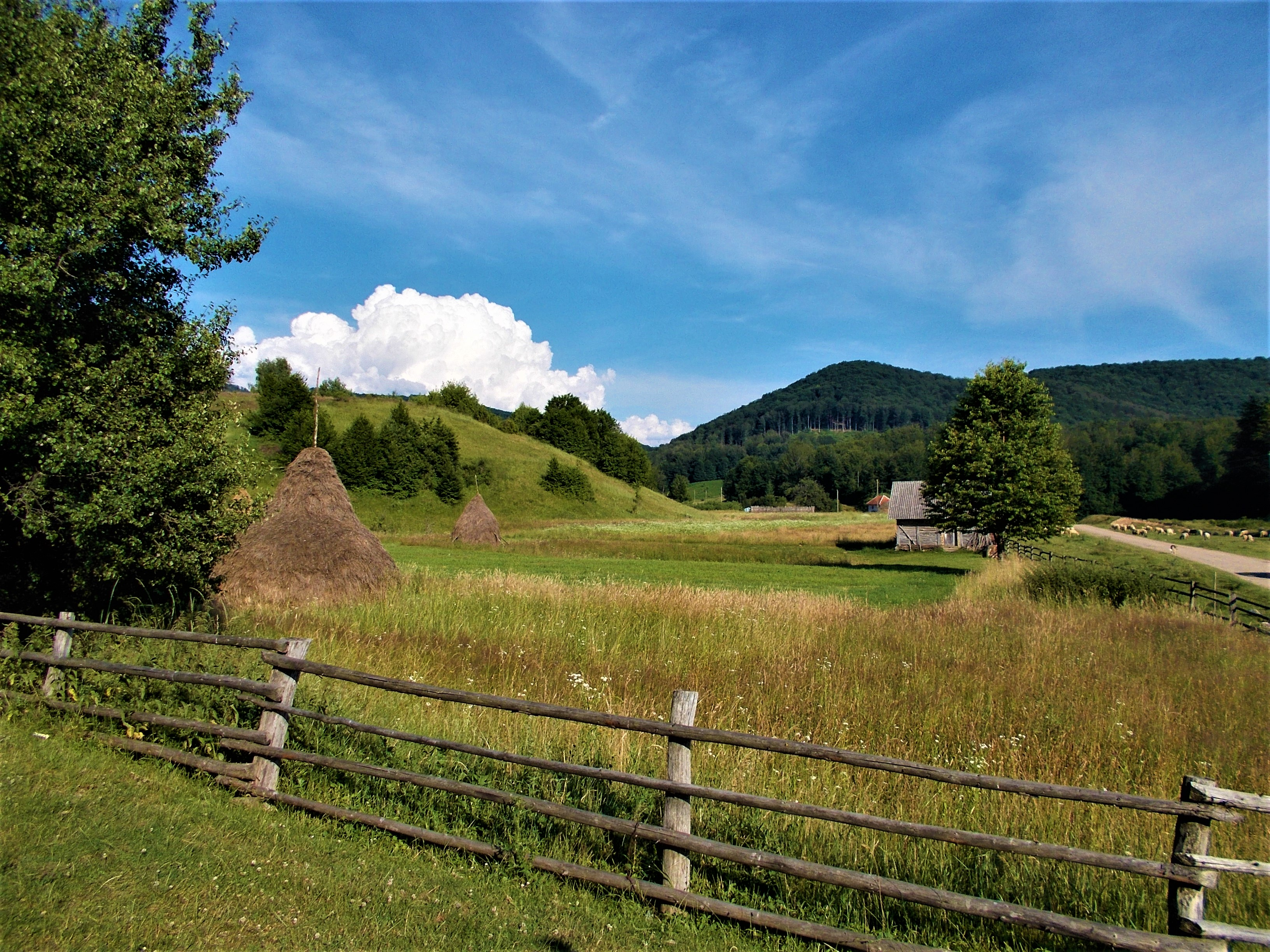
Montañas Pădurea Craiului

Las montañas cubren un área de 1,150 km   y se encuentran en la parte centro-este del distrito de Bihor, cubriendo el 15,2% de su superficie. También son la zona montañosa más cercana a Oradea, que está a unos 35 km de Vârciorog, y a 60 km de Șuncuiuș).